# 髙木茂
髙木 茂（たかぎ しげる、1939年4月1日 - ）は、日本の実業家。三菱地所相談役、元代表取締役社長。慶應義塾大学評議員。

## 人物
群馬県高崎市出身。東京都立戸山高等学校を経て、慶應義塾大学経済学部卒業後、三菱地所株式会社入社。取締役副社長兼ビル事業本部長、代表取締役社長、取締役相談役などを歴任した。
慶應義塾大学評議員、一般社団法人全日本駐車協会会長、一般社団法人日本ビルヂング協会連合会会長、千代田区観光協会会長、東京商工会議所監事等も務めている。
2005年3月29日、大阪市北区の複合施設「大阪アメニティパーク」内のマンションを、土壌汚染の事実を告げずに販売したとして、大阪府警察は三菱地所の高木、三菱マテリアル西川章会長ら両社の当時の幹部10人と、法人としての両社を宅地建物取引業法違反容疑で書類送検した。高木は社長を辞任し、同年、大阪地方検察庁は起訴猶予処分とした。

## 略歴
- 1939年 - 群馬県高崎市生まれ
- 1962年 - 慶應義塾大学経済学部卒業、三菱地所入社
- 1995年 - 三菱地所専務取締役就任
- 1998年 - 三菱地所取締役副社長就任
- 2001年 - 三菱地所代表取締役社長就任
- 2005年 - 三菱地所取締役相談役就任
- 2006年 - 千代田区観光協会会長就任